# Припутинка
Припутинка — річка в Україні, у Шепетівському районі Хмельницької області. Права притока Горині (басейн Дніпра).

## Опис
Довжина річки 22 км. Формується з багатьох безіменних струмків та водойм. Площа басейну 93,4 км².

## Розташування
Бере початок на південному заході від Білопіля. Тече переважно на північний захід через Мокіївці і в Ізяславі впадає у річку Горинь, праву притоку Прип'яті. 
Населені пункти вздовж берегової смуги: Пиляї, Нечаївка, Тишевичі, Кіндратки, Білеве.